# Сусек

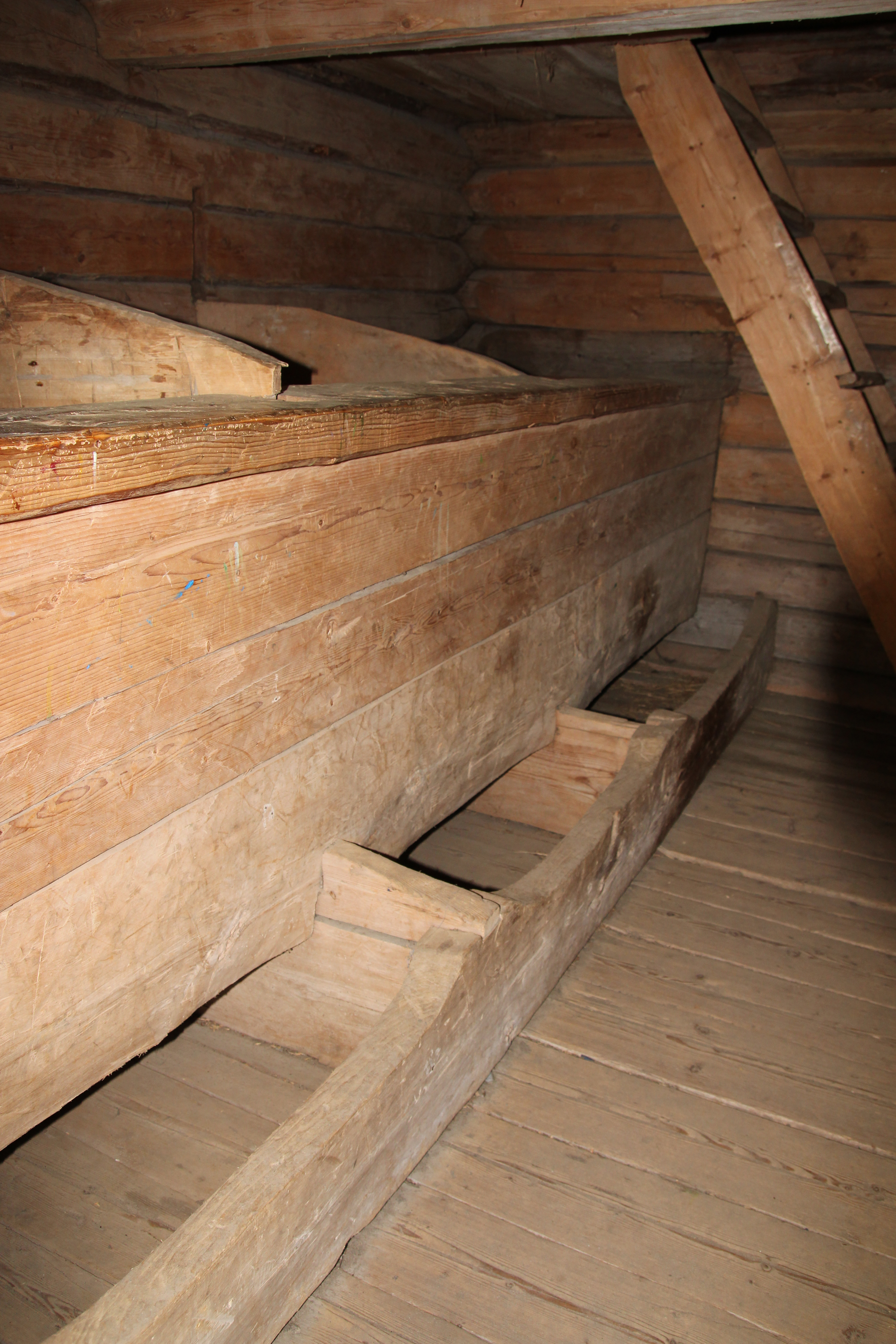
Сусеки амбара Коневой (Щелоковской хутор)

Сусе́к (за́сек, за́кром, сукро́м) — место в амбаре, забранное досками в виде неподвижного ларя (большого ящика). Предназначено для ссыпки зерна или хранения муки, а также закладки овощей и картофеля.

## Описание
Дно сусека — горизонтальное или с наклоном к выпуску. В картофеле- и овощехранилищах между досками существует пространство для циркуляции воздуха вокруг хранимого продукта.
В. Даль считал словом восточного происхождения, в то время как многие другие составители словарей либо не имели таких данных, либо указывали на наличие аналогичных слов у других славянских народов, например, польское są-siek с аналогичным значением.
Рязанцы сусеком называли чан, кадь для хранения зерна, большей частью цельной дуплянки из липового пня.
Слово «закром» образовано от глагола закромити (кромити) — «(от)городить». Кромити возникло на основе существительного крома — «край». Родственные слова: кромка, укромный.
Согласно М. А. Караулову забранное досками в виде неподвижного ларя место в амбаре, житнице — это закрома (еще называли «хлебник»), а сусек — это  небольшой амбар без закромов, засыпаемый зерновым хлебом сплошь, тогда как в амбаре хлеб и мука лежат в закромах. Сусек не имеет ни окон, ни дверей, и насыпается через небольшое отверстие в потолке, плотно закрываемое. Служит он для хранения «запасного» хлеба, а не «расхожего».

## Пословицы и поговорки
- Поскрести по сусекам
- Полны сусеки, богатый мужик.
- По сусеку глядя месят квашню.
- Коли поле зимой гладко, и в сусеке будет гладко.
- Только то и есть в сусеке, что мыши нагадили.
- Не то хлеб, что на поле, а то хлеб, что в сусеке.
- В сусек не пойдёт, а в брюхо пойдёт, съедят.

- Июнь, в закрома дунь: нет ли жита по углам забыта.
- Будешь упорно трудиться — будет хлеб в закромах водиться.
- Больше снега на полях — больше хлеба в закромах.
- Сугробы снега на полях — урожай зерна в закромах.
- Январский холод наполняет закрома.
- Апрельские ветры в закрома дуют.
- Что в апреле зародится, в июне-июле расцветёт, созреет, а в августе в закрома и амбары схоронится, в долгую зиму дотла подберётся.
- Не верь гречихе в цвету, а верь в закрому.
- Заложить (сдать) в закрома Родины (советск.)